# Colt Boa

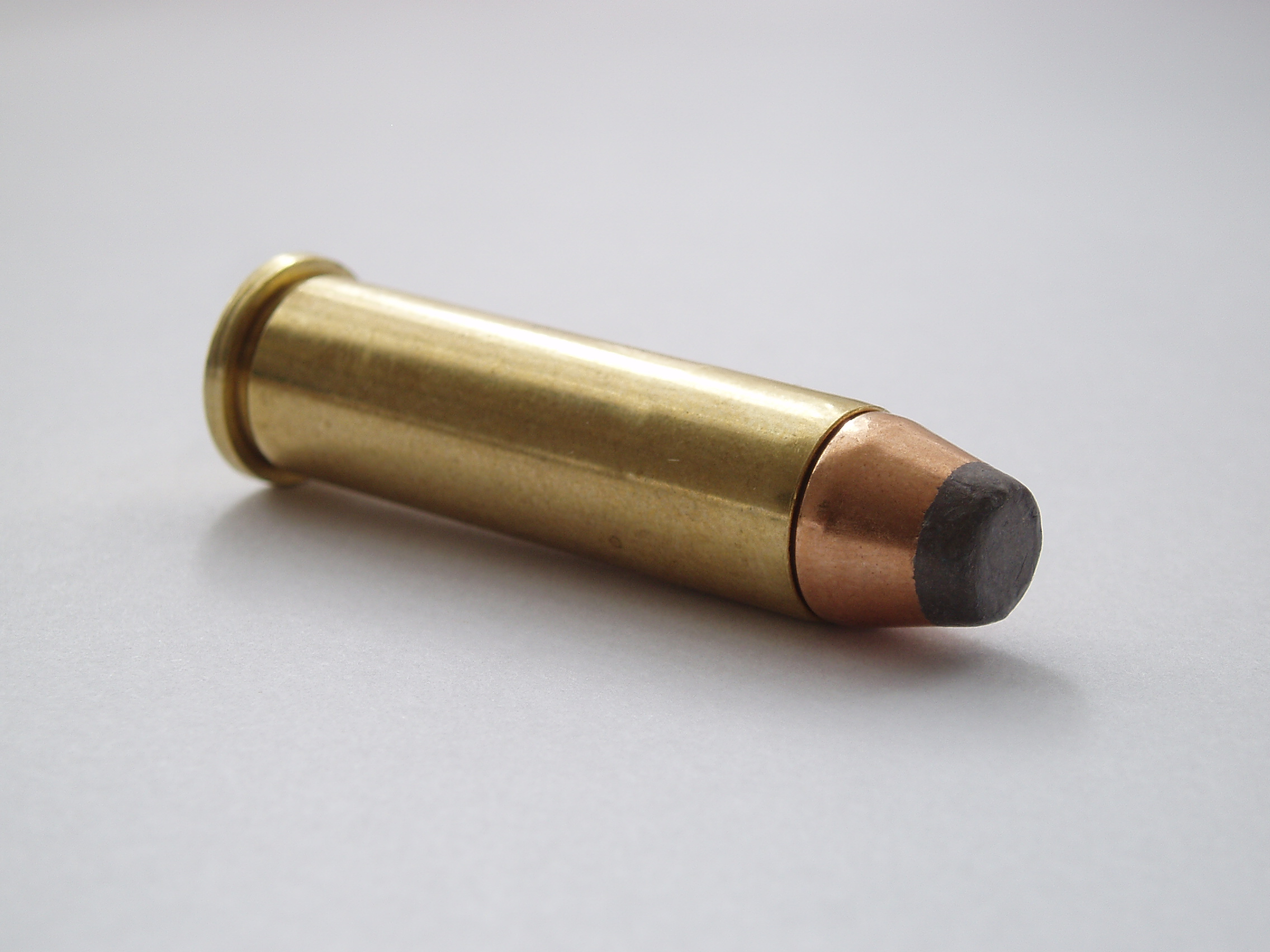
Munition .357 Magnum (ici en version soft point).

Le Colt Boa est un revolver fabriqué en 1985 par la firme américaine Colt's Manufacturing Company.
Produit en version très limitée, il est également, comme son prestigieux prédécesseur le Colt Python, chambré en .357 Magnum.
Curieusement, alors qu'il est connu comme un parent pauvre du Python de par sa fabrication nettement moins sophistiquée, il est assez recherché actuellement, vu le peu d'exemplaires qui furent mis en vente.

## Sources francophones
- Y.L. Cadiou, Les Colt (2): les revolvers à  cartouches métalliques, Éditions du Portail, 1993
- Gérard Henrotin, Colt New Service Revolver Explained, livre téléchargeable - HLebooks 2008